# María Alpuente
María Alpuente Frasnedo es una académica e investigadora española especializada en informática. Es catedrática de Informática en la Universidad Politécnica de Valencia (UPV) y dirige el Grupo de Lenguajes de Programación y Métodos Formales (ELP) desde su fundación en 1989. En 2017, recibió el Premio Sapiens Académico.

## Trayectoria
Alpuente se licenció en Física Eléctrica y Electrónica por la Universidad de Valencia en 1985 y, posteriormente, obtuvo su doctorado en Informática por la Universidad Politécnica de Valencia en 1991 con la tesis titulada El Lenguaje CLP(H/E): Una Aproximación basada en Restricciones a la Integración de la Programación Lógica y Funcional. Posteriormente, se convirtió en catedrática en la UPV.
Su carrera académica se ha centrado en la investigación de la ingeniería de software automatizada, los métodos formales industriales y su aplicación a la seguridad de sistemas complejos, y ha publicado unos 250 artículos en congresos, libros y revistas internacionales. En 2007 publicó un libro que se llama Programación lógica. Teoría y práctica con Pascual Julián Iranzo, que aspira a desarrollar una presentación básica completa del paradigma de la programación lógica.
Alpuente ha ocupado cargos editoriales en revistas científicas como el Journal of Logical and Algebraic Programming (Elsevier) y el Journal of Functional and Logic Programming. También ha presidido los comités científicos de numerosas conferencias internacionales, como LOPSTR 2010, FMICS 2009, y SAS 2008, entre otras. Además, ha editado volúmenes de investigación con editoriales reconocidas como Springer-Verlag, IEEE y Elsevier Science. Ha dirigido 16 proyectos de investigación financiados por la Unión Europea, la Agencia Española de Financiación de la Investigación y otros organismos europeos.

## Reconocimientos
En 2017, fue galardonada con el Premio Sapiens Académico, unos premios que concede anualmente el Colegio Oficial de Ingenieros en Informática de la Comunidad Valenciana (COIICV), con el objetivo de distinguir aquellos profesionales, empresas y administraciones públicas que sobresalen en poner en valor la profesión de informática.

## Obra
- 2007 – Programación lógica. Teoría y práctica. Con Pascual Julián Iranzo. Editorial Pearson. ISBN 9788483223680.